# Riley Steele
Riley Steele (San Diego, California; 26 de agosto de 1987) es una actriz pornográfica estadounidense.

## Primeros años
Nació en el Valle de San Fernando, California, y creció en Escondido. Se educó en el hogar durante los últimos dos años de su período de educación secundaria.

## Carrera
Conoció a la actriz Jesse Jane en la firma de autógrafos de la película Pirates, momento en el cual esta le aconsejó entrar al negocio del cine para adultos, y le dio su tarjeta. Así contactó a Joone, fundador de Digital Playground, con quien firmó un contrato de exclusividad ese mismo día. Rodó su primera escena para la película Pirates II: Stagnetti's Revenge.
Es parte del elenco de la película (no pornográfica) Piranha 3D, donde personifica a Crystal, uno de los papeles principales.

## Nominaciones
- 2009 – Premio F.A.M.E. – Favorite New Starlet[8]
- 2010 – Premio AVN – Best Group Sex Scene – Nurses[9]
- 2010 – Premio AVN – Best New Starlet[9]
- 2010 – Premio AVN – Best Threeway Sex Scene – Nurses[9]
- 2010 – Premio XRCO – New Starlet[10]
- 2011 – Premio AVN – Best Actress – Love Fool[11]
- 2011 – Premio AVN – Best All-Girl Group Sex Scene – Body Heat[11]
- 2011 – Premio AVN – Best Three-Way Sex Scene (G/B/B) – Bar Pussy[11]
- 2011 – Premio AVN – Crossover Star of the Year[11]
- 2011 – Premio AVN – Female Performer of the Year[11]